# Ніколя Леблан
Ніколя́ Лебла́н — французький хімік та хірург, винахідник промислового способу отримання соди (метод Леблана).

## Біографія
Народився 6 грудня 1742 року в муніципалітеті Івуа-ле-Пре (департамент Шер), в родині директора металургійного заводу. З молодості захопившись медициною, Ніколя вступив до Паризької хірургічної школи, де окрім медицини викладали також і хімію. 
У 1787 році Ніколя розпочав дослідницькі роботи з отримання соди і вже у 1790 році він отримав патент та здійснив перше виробництво у промислових масштабах. Усі наукові розробки профінансував герцог Орлеанський, особистим лікарем котрого був Леблан.
У 1792 роках Леблану запропонували стати управляючим муніципалітету Сена — цю посаду він обіймав п'ять років. Після революції завод з виробництва соди, яким володів Леблан, був конфіскований новим урядом. За деякий час завод все-таки повернули Леблану, але тоді він не мав змоги керувати ним.
Довгий час Леблан перебував на межі психічного зриву через багаторічну невтомну працю та боротьбу за права на свої відкриття. 16 січня 1806 року він покінчив із собою у містечку Сен-Дені.

## Метод Леблана
У другій половині XVIII століття в країнах Європи розпочалася промислова революція. Перші нововведення прийшлися на текстильну галузь: розробки ткацького верстата (1760) та прядильної машини (1768—1779). Вихідну сировину — бавовну — необхідно було очистити, випрати та пофарбувати. Для здійснення цих операцій промисловість вимагала великих кількостей соди. Також значний попит на соду мала скляна промисловість.
На той час соду добували переробкою деревини або ж виробництвом із застосуванням чистого заліза як відновника, однак такі методи були досить дорогими. Тому в 1775 році Французька академія наук оголосила конкурс на розробку дешевого способу отримання соди з морської солі. Леблан здобув перемогу у цьому конкурсі, розробивши двостадійний процес.
Перша реакція, взаємодія солі та сульфатної кислоти, — винахід Карла Вільгема Шеєле (1772):
{\displaystyle \mathrm {2NaCl+H_{2}SO_{4}\longrightarrow Na_{2}SO_{4}+2HCl} }
Леблан знайшов промислове застосування цій реакції: хлороводень, що виділявся, застосовували у виробництві хлоридної кислоти, а отриману глауберову сіль сплавляли з вапняком та вугіллям:
{\displaystyle \mathrm {Na_{2}SO_{4}+CaCO_{3}+2C\longrightarrow Na_{2}CO_{3}+CaS+2CO_{2}} }
Виділення соди з реакційної суміші здійснювалося на основі розчинності продуктів: сода розчинна у воді, на відміну від сульфіду кальцію.
Відкриття Лебланом способу отримання соди задовольнило усі потреби тогочасної французької промисловості, а в майбутньому його замінив амоніачний метод Сольве.